# Dourtenga
Dourtenga est un village du département et la commune rurale de Dourtenga, dont il est le chef-lieu, situé dans la province du Koulpélogo et la région du Centre-Est au Burkina Faso.

## Géographie

### Démographie

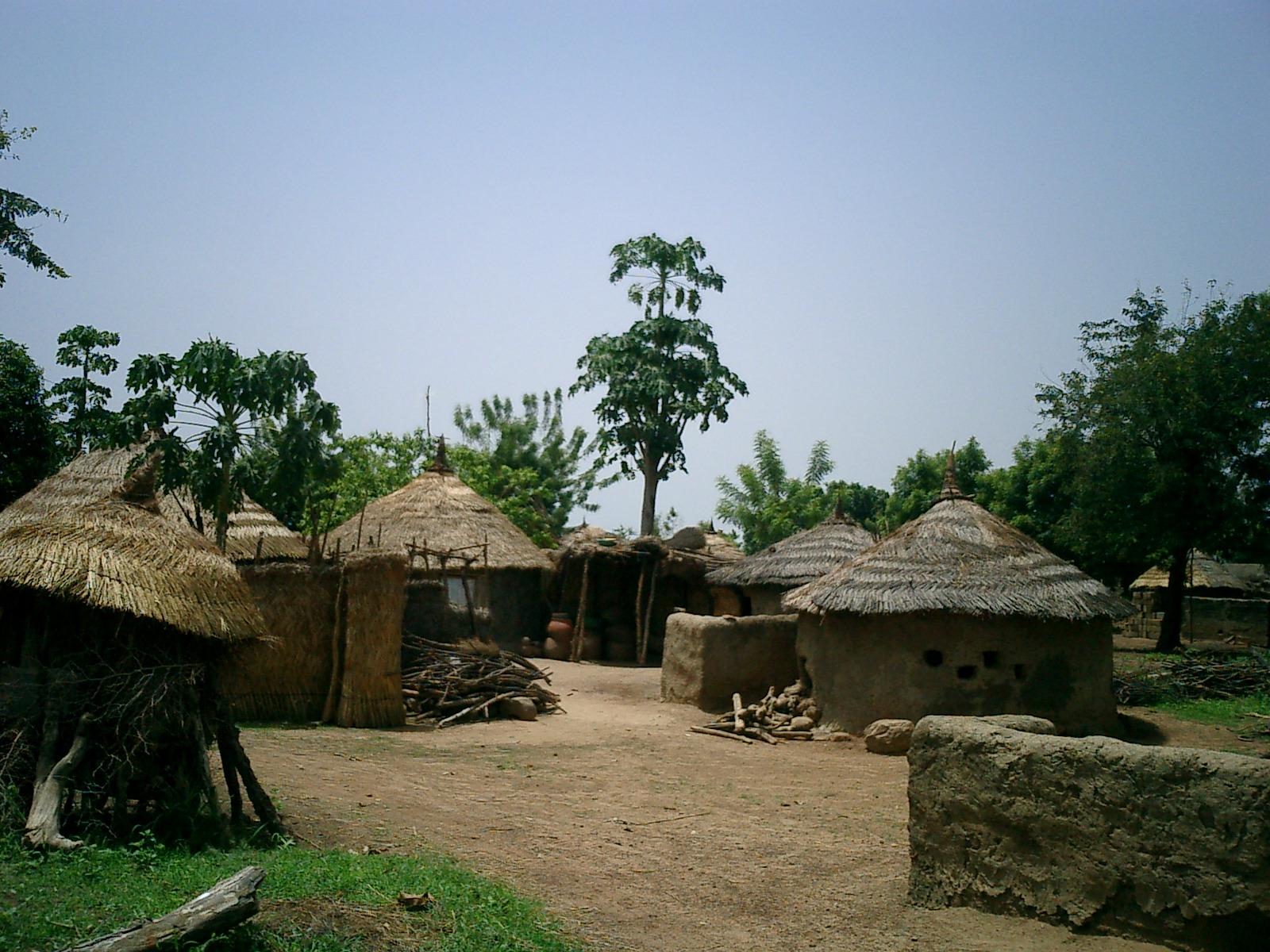
Cases à Dourtenga

| 2003  | 2006  | 2012 |
| ----- | ----- | ---- |
| 3 276 | 2 829 | -    |

## Transports
Le village est traversé par la route nationale 17.

## Santé et éducation

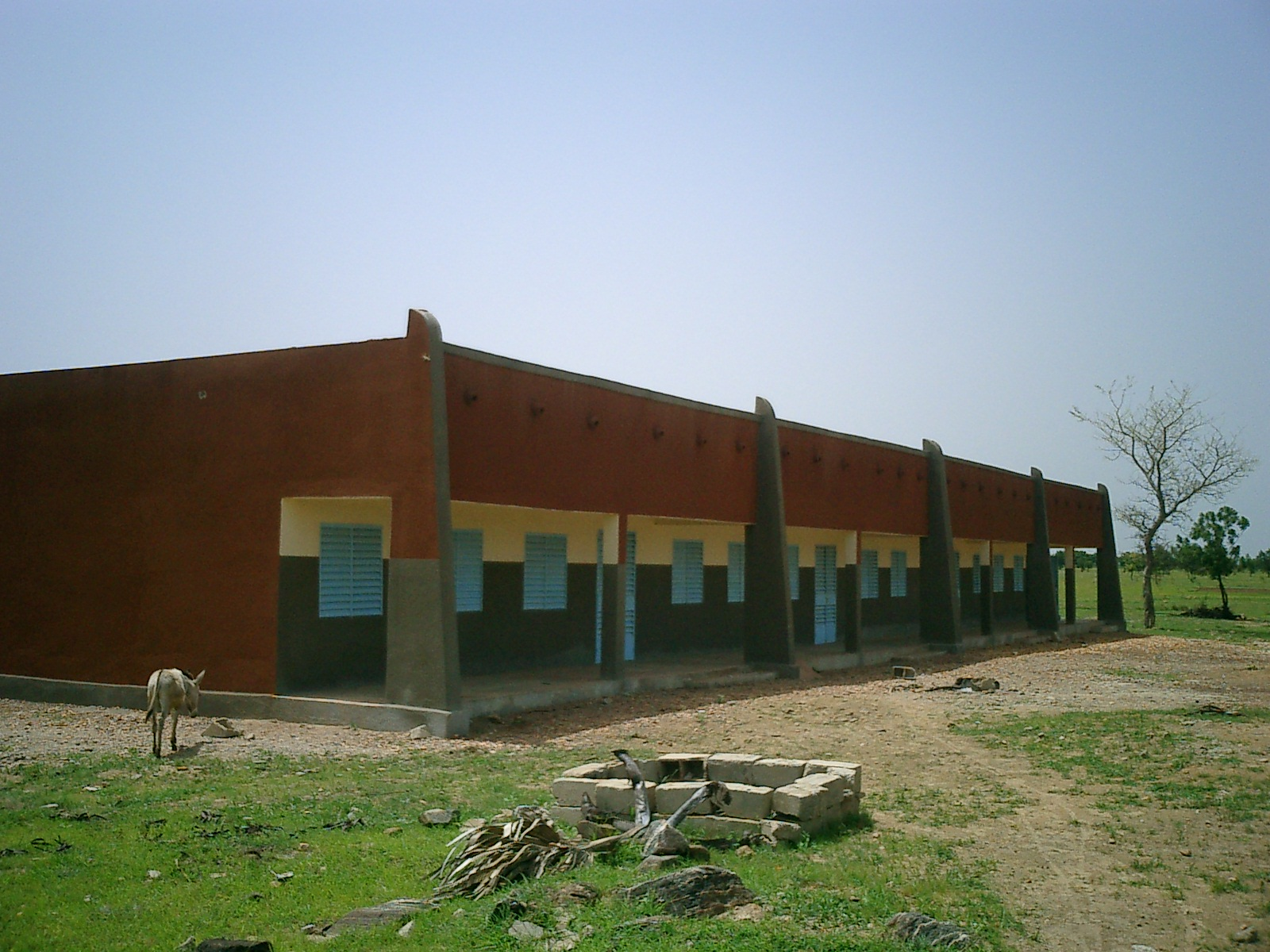
Collège de Dourtenga.

Dourtenga accueille un centre de santé et de promotion sociale (CSPS).
Le village accueille l'un des collèges de la province.